# 布萊銀漢魚屬
布萊銀漢魚屬為輻鰭魚綱銀漢魚目銀漢魚科的其中一屬，身长可达14.7公分。

## 分類
- 大口布萊銀漢魚(Bleheratherina pierucciae)

## 扩展阅读
- 維基物種上的相關：布萊銀漢魚屬